# Vladímir Arséniev
Vladímir Klàvdievitx Arséniev (en rus: Влади́мир Кла́вдиевич Арсе́ньев) (Sant Petersburg 10 de setembre de 1872 - 4 de setembre de 1930) va ser un explorador rus de l'extrem orient de Rússia que explicà els seus viatges en una sèrie de llibres –По Уссурийскому Краю (Pel país de l'Ussuri) (1921) i Дерсу Узала (Dersú Uzalà) (1923)– narrant les seves expedicions militars per la conca del riu Ussuri amb Dersú Uzalà, un caçador nadiu, de 1902 a 1907. Vladímir Arséniev va ser el primer a descriure nombroses espècies de la flora de Sibèria i l'estil de vida dels pobles nadius de la zona.

## Biografia
El pare de Vladímir havia nascut encara com a serf però va arribar a ser el cap del ferrocarril al districte de Moscou. Després de rebre educacíó com a militar, Arséniev emprengué expedicions militars als boscos de l'extrem orient rus. Visqué a Vladivostok durant els anys de la Guerra Civil Russa i va ser comissari per les minories ètniques (Komisar po delam inrodcheskim) de la República Independent de l'Extrem Orient.Quan aquesta república va ser absorbida per la Rússia Soviètica el 1922, Arséniev refusà emigrar i es quedà a Vladivostok.

## Obra
Arséniev va escriure uns 60 llibres sobre la geografia, vida silvestre i etnografia de les regions que visità. El seu llibre més famós és Dersú Uzalà, amb descripcions de tres expedicions seves a la taigà de la conca del riu Ussuri. Sobre aquest llibre se n'han fet dues pel·lícules, la primera del 1961 pel director soviètic Agasi Babayan, l'altra de l'any 1975 pel japonès Akira Kurosawa; aquesta va obtenir el premi Oscar a la millor pel·lícula de parla no anglesa de 1976. El llibre d'Arséniev A les muntanyes Sikhote-Alin es va publicar pòstumament el 1937.
Després de la mort d'Arséniev la seva vídua Margarita Nikolàievna Arsénieva va ser arrestada i condemnada a mort i executada el 1938, acusada d'espia i sabotejadora; la filla d'Arséniev, Natalia Vladímirovna Arsénieva, també va ser arrestada l'any 1941 i portada al Gulag.
La casa familiar d'Arséniev actualment és un museu de Vladivostok. També la ciutat d'Arséniev al territori de Primorsky, rep aquest nom en honor de l'escriptor.